# Hemisferio norte

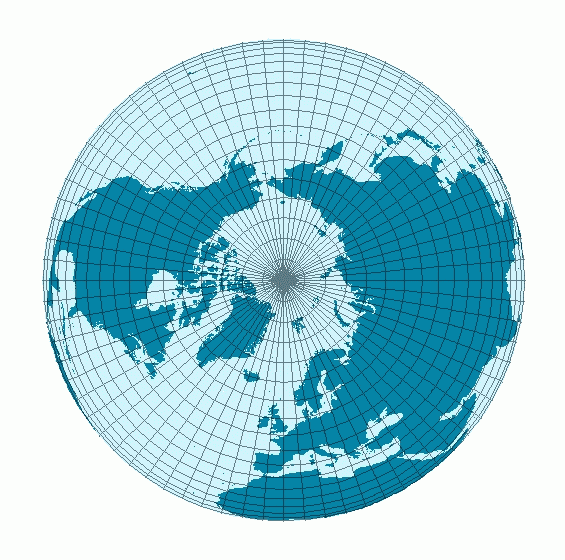
Hemisferio norte visto desde el Polo Norte. Proyección cilíndrica.

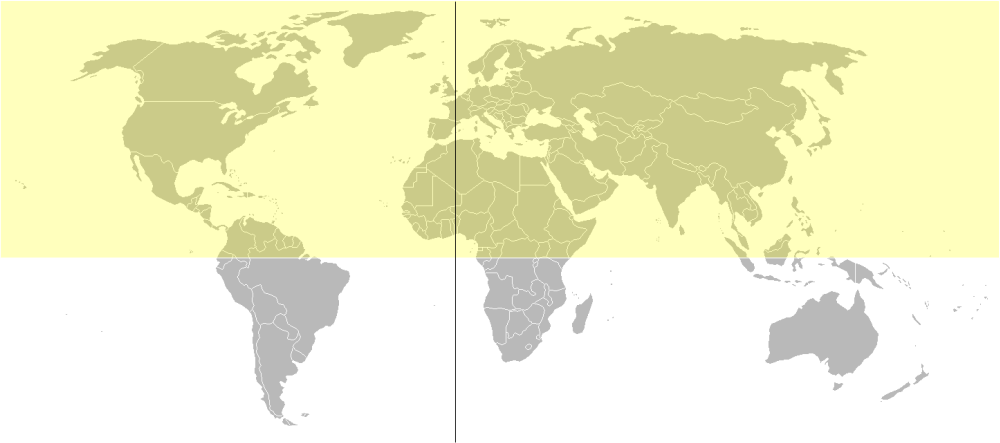
Hemisferio norte. Proyección ortográfica.

El hemisferio norte, hemisferio boreal o hemisferio septentrional es una de las divisiones geodésicas clásicas en que se divide la Tierra. Se sitúa al norte del ecuador, que lo separa del hemisferio sur. En este hemisferio se acumulan casi todas las tierras emergidas del planeta ya que aquí se ubican los continentes de Europa, Norteamérica, Centroamérica, casi toda Asia, gran parte de África, una pequeña parte septentrional de Sudamérica y algunas islas menores de Oceanía, lo que supone una superficie de 100 millones de km² aproximadamente. Esto está claramente relacionado con el hecho de que, además, el hemisferio norte da lugar al 87 % de la población mundial.
En el hemisferio norte se ubican las partes norte de los océanos Pacífico y Atlántico, una pequeña parte del Índico y el Ártico, que cubren 155 millones de km² aproximadamente. La parte continental representa el 40 % de la superficie del hemisferio y la oceánica, el 60 %.
Las estaciones del año ocurren en forma inversa al hemisferio sur. Así, por ejemplo, el verano boreal se extiende desde el solsticio de junio (el día 20 o 21) hasta el equinoccio de septiembre (por lo general el día 22), mientras el invierno lo hace del solsticio de diciembre (normalmente el día 21) al equinoccio de marzo (normalmente el día 20).
A pesar de la enorme masa continental boreal, el polo norte y la región circundante está ocupadas por el océano Glacial Ártico. A diferencia del polo sur que se ubica en un continente, la Antártida. La mayor capa de hielo continental de este hemisferio está ubicada en la isla de Groenlandia.
Por su enorme desarrollo continental, el hemisferio norte posee los desiertos cálidos o templados más grandes del mundo incluidos en una franja de desiertos que comienza en el desierto del Sahara, continua por el desierto árabe y que finaliza en oriente en el desierto de Gobi.
Las regiones tropicales (entre el trópico de Cáncer y el ecuador), tienden a experimentar una temporada de lluvias durante el verano, y una estación seca durante el invierno.
En el hemisferio norte, los objetos que se desplazan a través de o por encima de la superficie de la Tierra tienden a girar a la derecha por el efecto de Coriolis. Como resultado, las corrientes de aire o agua a gran escala tienden a formar giros en el sentido de las agujas del reloj al norte del ecuador. Esto se refleja en las pautas de circulación oceánica en el Atlántico Norte y Pacífico Norte. Al sur del ecuador, los giros son a la inversa.
Por la misma razón, las corrientes de aire hacia el norte de la superficie de la Tierra tienden a extenderse en toda la superficie en un patrón de las agujas del reloj. Por lo tanto, la circulación de aire en sentido horario es característico de células de alta presión del tiempo en el hemisferio norte. Por el contrario, el aumento de aire desde el norte de la superficie de la Tierra (la creación de una región de baja presión) tiende a dibujar en el aire hacia un patrón contrario. Huracanes y tormentas tropicales (sistemas masivos de baja presión) giro en sentido antihorario en el hemisferio norte (hemisferio sur). Durante el día el sol tiende a elevar al máximo de su posición en el sur, mientras que en el hemisferio sur se eleva a un máximo hacia la dirección del ecuador). En ambos hemisferios, el sol se eleva en el este del país y pone en el oeste.
A menudo la Luna también aparece "en posición inversa" comparándola con una vista desde el hemisferio sur. Por lo que el Cuarto Creciente se apreciará como una letra D y el Cuarto Menguante una C.

Libración y fases lunares vistas desde el hemisferio norte.

El polo norte está orientado hacia fuera del centro galáctico de la Vía Láctea, esto se traduce en la existencia de un número mucho menor y menos brillantes estrellas visibles en el hemisferio norte en comparación con el hemisferio sur, con lo que el hemisferio norte puede ser más adecuado para la observación de galaxias lejanas, ya que no es "cegado" por el centro de la Vía Láctea.